# エレーナ・ブラゴエビッチ
エレーナ・ブラゴエビッチ（セルビア語: Јелена Благојевић、1988年12月1日 - ）は、セルビアの女子バレーボール選手。セルビア代表。

## 来歴
ボスニア・ヘルツェゴビナ（当時はユーゴスラビア社会主義連邦共和国）のオロヴォ出身。2007年にセルビアのクラブチームŽOKレッドスター・ベオグラードに入団し、プロとしてのキャリアをスタートさせる。2011年より活躍の場をイタリアセリエAに移した。2012年、セルビア代表に初選出される。同年のロンドン五輪世界最終予選で代表デビューした。ヨーロッパリーグで銅メダルを獲得した。ロンドン五輪に出場した。2012-13シーズンから名門ベルガモに移籍し、3シーズン活躍した。2017年にリベロとして代表復帰し、同年のワールドグランプリで銅メダルを獲得した。2021年開催の東京2020オリンピックでは銅メダルを獲得した。

## 球歴
- オリンピック - 2012年、2021年
- ワールドカップ - 2019年
- ワールドグランプリ - 2012年、2017年
- 欧州選手権 - 2017年、2019年、2021年

## 所属クラブ
- ŽOKレッドスター・ベオグラード（2007-2011年）
- Robur Tiboni Volley Urbino（2011-2012年）
- ベルガモ（2012-2015年）
- イドマノジャウ（2015-2016年）
- KPSチェミック・ポリツェ（2016-2017年）
- KSディヴェロプレス・ジェシュフ（2017-2023年）
- 深圳（2023年）
- PGE・グロット・ブドフラニ・ウッチ（2023年-）